# Château de Landas
Le château de Landas est un château situé sur la commune de Loos dans le département du Nord. 

## Histoire
Le château porte le nom d’une puissante seigneurie du XIe siècle au XVIe siècle protégée par les abbayes de Marchiennes, de Saint-Amand, de Cysoing et même par le chapitre de la cathédrale de Tournai.
Il appartenait au XVe siècle à Jean de la Haye dit le Gantois qui aurait été le fondateur de l’hospice Gantois à Lille. 
Louis XIV y établit ses quartiers en août 1667 au début du siège de Lille avant de se déplacer dans une ferme du chemin de Lannoy à Fives.
La propriété est acquise en 1920 par Liévin Danel qui y réalisa des transformations.
Le château situé sur le tracé de l’autoroute Lille-Dunkerque fut déplacé en 1961 d’une centaine de mètres.

## Architecture
Le château est un bâtiment rectangulaire à deux niveaux avec alternance de bancs de pierres et biques, rouges barres. La chapelle accolée à la façade avec une travée droite et une abside à trois pans est inscrite Monument historique.